# Tours-sur-Meymont
Tours-sur-Meymont è un comune francese di 530 abitanti situato nel dipartimento del Puy-de-Dôme nella regione dell'Alvernia-Rodano-Alpi.

## Società

### Evoluzione demografica
Abitanti censiti